# Gretenberg (Sehnde)
Gretenberg ist ein Ortsteil der Stadt Sehnde, südöstlich von Hannover.

## Geschichte
Um 800 Besiedlung des Gebiets um Gretenberg mit fränkischen Militärkolonisten und Zugehörigkeit zum Großen Freien. Das älteste erhaltene Dokument, das Gretenberg erwähnt, stammt aus dem Jahr 1230.
Im Zuge der Gebietsreform wurde Gretenberg am 1. März 1974 ein Ortsteil der Gemeinde, heute Stadt Sehnde.

## Politik
Gretenberg hat keinen eigenen Ortsrat, sondern gehört politisch zum Ortsrat Sehnde.

## Kultur und Sehenswürdigkeiten

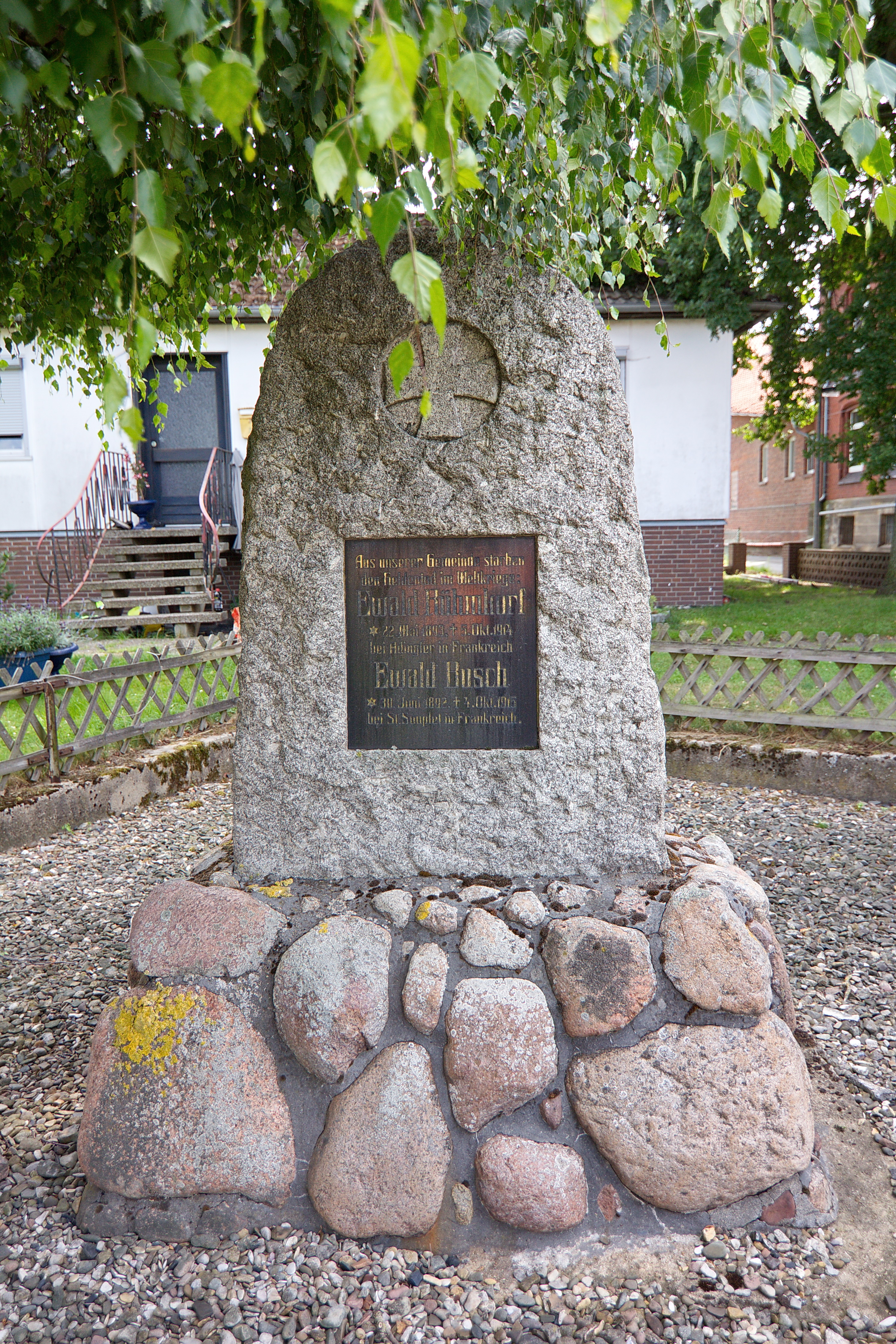
Ehrenmal
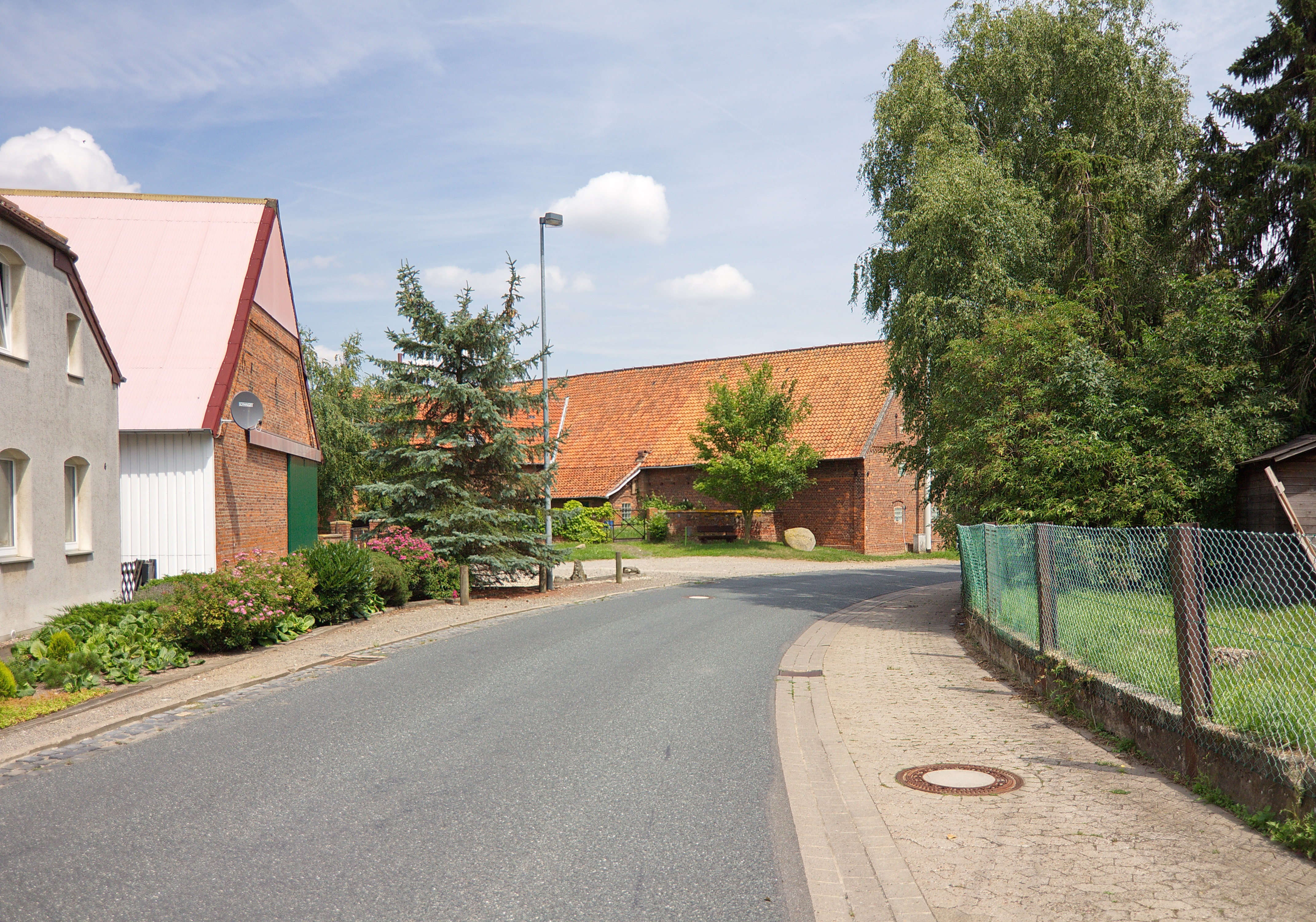
Blick ins Dorf
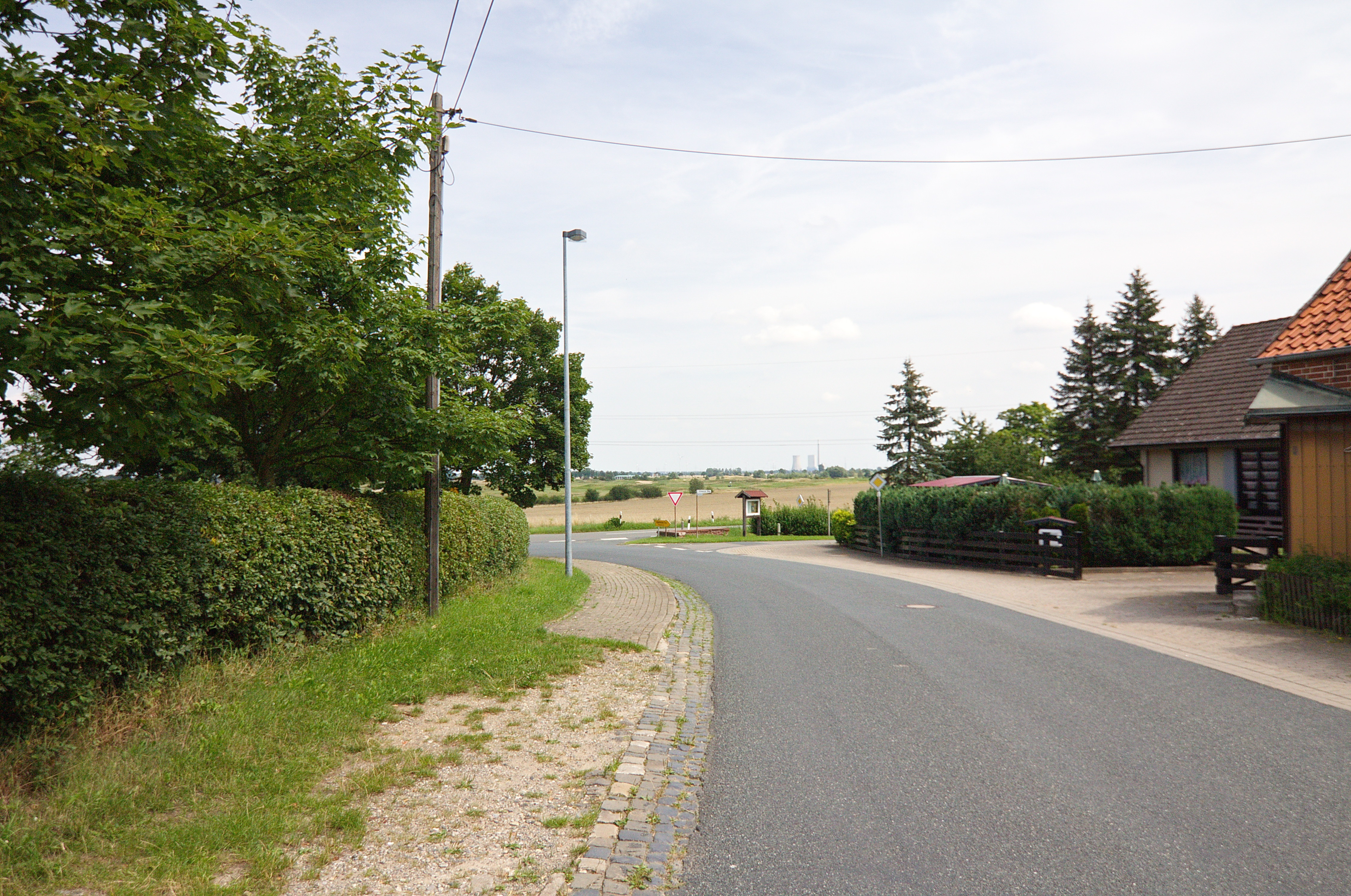
Ortsblick